# Zavalivka, Makariv
Zavalivka (în ucraineană Завалівка) este un sat în comuna Iuriv din raionul Makariv, regiunea Kiev, Ucraina.

## Demografie
Componența lingvistică a localității Zavalivka
     Ucraineană (99,48%)
     Alte limbi (0,52%)
Conform recensământului din 2001, majoritatea populației localității Zavalivka era vorbitoare de ucraineană (99,48%), existând în minoritate și vorbitori de alte limbi.